# Nacaeus surinamensis
Nacaeus surinamensis är en skalbaggsart som beskrevs av Ulrich Irmler 2003. Nacaeus surinamensis ingår i släktet Nacaeus och familjen kortvingar. Inga underarter finns listade i Catalogue of Life.